# Baronia de Patras
Patras foi um feudo franco medieval do Principado da Acaia, localizado na costa noroeste da península do Peloponeso na Grécia, centrado na cidade de Patras. Esteve entre as doze baronias originais do Principado da Acaia, mas passou nas mãos do arcebispo latino de Patras aproximadamente em meados do século XIII. De 1337 em diante, foi um domínio eclesiástico independente do principado. Manteve íntimas relações com a República de Veneza, que governou a baronia em 1408–13 e 1418. A baronia sobreviveu até a reconquista bizantina em 1429–30.

## Vida

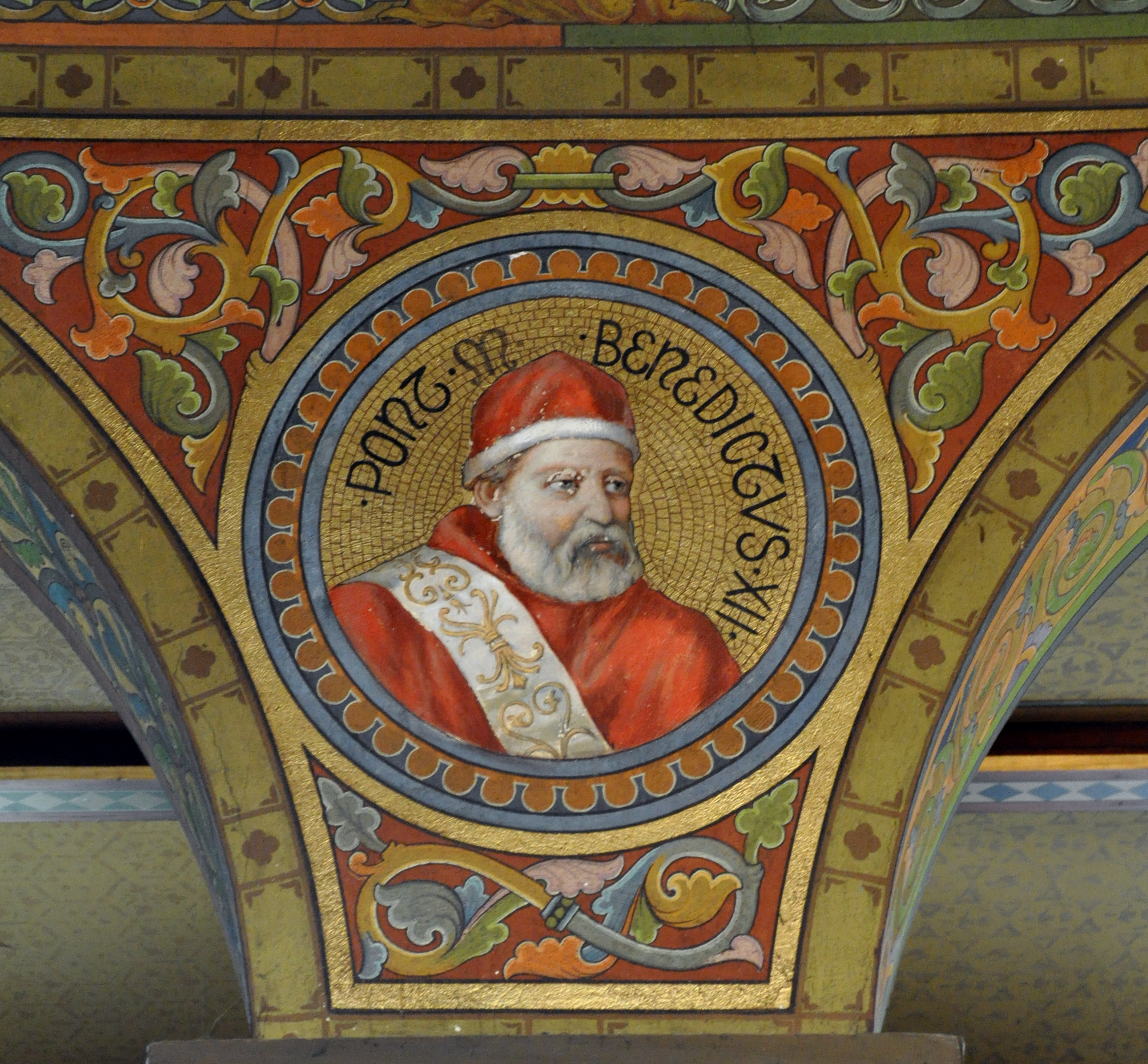
Papa Benedito XII

A Baronia de Patras foi estabelecido ca. 1209, após a conquista do Peloponeso pelos cruzados, e foi uma das doze baronias seculares originais dentro do Principado da Acaia. Com 24 feudos de cavaleiros anexados a ela, Patras, junto com Ácova, foi a maior e mais importante das baronias do principado. Patras foi, além disso, a sede dum arcebispado latino, que que foi classificado como um distinto feudo eclesiástico vassalo com oito feudos de cavaleiros anexados. As relações entre o arcebispo e os barões seculares, e de fato com o príncipe, foram inicialmente tensas. Isso foi devido aos conflitos entre o arcebispo e o bispo sobre a aliança do clero latino e as obrigações com o principado, e resultou em tais incidentes como a expulsão forçada do arcebispo de sua residência e a Catedral de São Teodoro, que foram incorporados na Castelo de Patras.
Segundo as versões francesa, grega e italiana da Crônica da Moreia, a baronia secular foi conferida a um cavaleiro de Provença, Guilherme Aleman, mas o Tratado de Sapienza entre a Acaia e a República de Veneza, concluído em junho de 1209, menciona Arnulfo Aleman como barão, provavelmente o predecessor de outro modo desconhecido de Guilherme. Além disso, a versão aragonesa da crônica lista um série completamente diferente, mas inverificável, de barões, começando com Gualtério Aleman, que foi sucedido por seu filho Conrado e ele, por sua vez, com Guilherme (II), que então vendou os direitos da baronia para o arcebispo patrense ca. 1276. Os historiadores geralmente seguiram este relato para datar a cessão da baronia para o arcebispado em aproximadamente ou logo depois a meados do século, mas a transferência pode ter ocorrido, ou ao menos começado, tão cedo quanto a década de 1220, pois diz-se que o primeiro arcebispo, Antelmo de Cluny, possuía a posse do Castelo de Patras em 1233.
O arcebispo agora encontrou-se, com 22 feudos, como o vassalo mais forte do principado, e tornou-se grande fator em seus assuntos. Sob Guilherme Frangipani (1317–1337) em particular, Patras gozou de íntimas relações com Veneza e atuou praticamente independente do príncipe. Como resultado, quando Frangipani morreu em 1337, o bailio angevino Bertrando de Les Baux, que Frangipani opôs-se, sitiou a cidade esperando reduzi-la a obediência. No evento, papa Benedito XII reagiu ao declarar a cidade "terra da Santa Igreja Romana" e colocou o principado sob interdito. A mãe e regente do príncipe, Catarina de Valois, cedeu às exigências da Igreja. Como resultado, o arcebispo tornou-se independente, embora seus feudos seculares ainda mantiveram aliança e serviços com o príncipe.
Pelo resto do século, os arcebispos de Patras desempenharam um papel ativo nas intrigas do principado e, por sua vez, as famílias em conflito frequentemente tentaram colocar seus próprios descendentes no trono arcebispal. Contudo, o aumento da ameaça otomana na península grega e as depredações dos albaneses levaram os arcebispos a solicitarem a proteção de Veneza; depois de vários apelos para garantir a sua proteção, em 1408 a república assumiu a administração baronal, embora manteve o território da igreja, em troca da renda de 1000 ducados ao ano. Isso levou à oposição do papa, porém em 1413 Veneza retornou a administrar o arcebispado; outra tentativa em 1418 novamente vacilou devido a oposição papal. Finalmente, em 1429/1430, a cidade e a cidadela foram rendidas para os gregos bizantinos do Despotado da Moreia sob Constantino Paleólogo, o futuro último imperador bizantino.